# Junonia epiclecia
Junonia epiclecia är en fjärilsart som beskrevs av Jean Baptiste Boisduval 1833. Junonia epiclecia ingår i släktet Junonia och familjen praktfjärilar. Inga underarter finns listade i Catalogue of Life.